# Lista de bairros de Bertioga
Segue abaixo uma lista dos bairros  da cidade brasileira de Bertioga, no estado de São Paulo:

## Região Sul
- Caiubura
- São João

## Região Central
- Centro
- Jd. Vicente de Carvalho
- Albatroz
- Maitinga
- Rio da Praia
- Buriqui Costa Nativa
- Jd. Raphael

## Região Média
- Bairro Chácaras
- Vista Linda
- Indaiá
- Riviera
- São Lourenço

## Região Norte
- Guaratuba
- Costa do Sol
- Morada da Praia
- Boracéia
- Terras Indígenas do Rio Silveira